# Kostroma

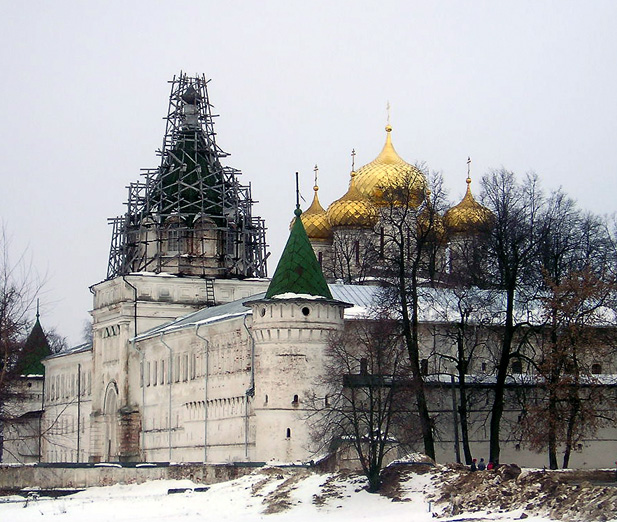
2005

Kostroma (ru. Кострома) este un oraș din regiunea Kostroma, Federația Rusă, cu o populație de 278.75 locuitori.

## Personalități marcante
- Fiodor Grigorievici Volkov